# Late Orchestration
Late Orchestration è un album dal vivo del rapper statunitense Kanye West, pubblicato nel 2006.

## Descrizione
Il disco contiene registrazioni di canzoni tratte dai primi due album in studio dell'artista. Esso è stato registrato presso i celebri Abbey Road Studios di Londra (Inghilterra) il 21 settembre 2005.
Vi hanno partecipato diversi importanti artisti.

## Tracce
1. Diamonds from Sierra Leone – 4:08 (Kanye West, DeVon Harris, Don Black, John Barry)
2. Touch the Sky (feat. Lupe Fiasco) – 4:07 (Kanye West, Curtis Mayfield, Justin Smith, Wasalu Muhammad Jaco)
3. Crack Music – 2:48 (Kanye West, Jayceon Taylor, Willard Meeks)
4. Drive Slow (feat. GLC) – 4:34 (Kanye West, GLC, Paul Slayton)
5. Through the Wire – 3:33 (Kanye West, David Foster, Tom Keane, Cynthia Weil)
6. The New Workout Plan – 2:53 (Kanye West)
7. Heard 'Em Say (feat. John Legend) – 4:10 (Kanye West, Adam Levine, Goffin, Michael Masser)
8. All Falls Down – 3:13 (Kanye West, Lauryn Hill)
9. Bring Me Down – 3:21 (Kanye West, Anthony Williams)
10. Gone (feat. Consequence) – 4:15 (Kanye West, Cameron Giles, Dexter Mills, Chuck Willis)
11. Late – 3:54 (Kanye West)
12. Jesus Walks – 3:14 (Kanye West, Che Smith)
13. Gold Digger (AOL Sessions) (bonus track) – 3:18 (Kanye West, Ray Charles, Renald Richard)